# Суслово (Кемеровская область)
Су́слово — село в Мариинском районе Кемеровской области. Является административным центром Сусловского сельского поселения.

## География
Центральная часть населённого пункта расположена на высоте 202 метров над уровнем моря.

## Население
По данным Всероссийской переписи населения 2010 года, в селе Суслово проживает 2829 человек (1307 мужчин, 1522 женщины).
| 1926 | 2002  | 2010  |
| ---- | ----- | ----- |
| 2168 | ↗3050 | ↘2829 |

## История
Село основано в 1737 году. Через село проходил Московский тракт. Этот тракт имел большое значение в развитии и заселении Сибири. В селе была почтовая станция. Тогда не было железной дороги, и ездили все на лошадях. На почтовом дворе меняли лошадей и ехали до Тяжина и т. д. Население занималось хлебопашеством и извозом.
В конце 19 века через село прошёл Великий Сибирский железнодорожный путь. Население села состояло из переселенцев разных областей России. До революции 1917 года в Суслове было несколько мельниц, 2 кожевенных завода, 5 кузниц, питейное заведение, 2 мануфактурные и 4 молочные лавки, хлебозапасный магазин. В селе тогда было 258 дворов с количеством 1861 жителей. После революции с 1924 года до 1932 года Суслово становится районным центром. В 1932 году Сусловский район был упразднён.
В 1929 году в Суслово образовалась коммуна (коммунистический интернационал молодёжи). Коммуна просуществовала чуть более года и была распущена. Вместо коммуны в 1930 году организовали 2 колхоза «8 Марта» и «Большевик». Члены коммуны вступили в колхоз «8 Марта». Весной 1931 года оба колхоза объединились и оставили одно название «Большевик». Учились по-новому хозяйствовать, получили новый трактор «Фордзой». Одной из первых трактористок стала Анастасия Осиповна Скачилова.
Колхоз получал большие доходы. В село поступала техника — трактора, комбайны. Была организована МТС (машиномоторная станция), которая обслуживала все колхозы. Мирный труд советских людей был прерван Великой Отечественной войной. Более 400 молодых, крепких мужчин ушли из села защищать свой дом, свои семьи, свою землю, свою Родину. Вместе с мужчинами на фронт из села ушли 13 девушек. Отважно сражались земляки на всех фронтах. Среди них были и лётчики, и танкисты, и подводники, и пехотинцы. Воспитанники детского дома Василий Елютин и Герольд Карташов стали Героями Советского Союза. На фронт уходили семьями — отцы и сыновья. Более 200 фронтовиков не вернулись домой. Более 30 сусловчан за личное мужество и храбрость, проявленные в боях с фашистами, были награждены медалью «За отвагу», орденами «Славы», «Отечественной войны» 2-й степени, «Красной звезды» и другими наградами, среди них полный кавалер ордена Славы Степан Росляков.

## Достопримечательности и туризм
С появлением Транссибирской магистрали в начале 20 века построен Сусловский тракт, активно используемый до 1943 года. Тракт связал Томское Причулымье и Транссиб минуя город Томск. Использовался для активного переселения семей из западных регионов России, отправления заключенных к местам ссылки и отправки леса на стройки века.